# Farman Sałmanow
Farman Kurban ogły (Kurbanowicz) Sałmanow (ros. Фарман Курбан оглы (Курбанович) Салманов, azer. Fərman Qurban oğlu Salmanov; ur. 28 lipca 1931 we wsi Moruł obecnie w rejonie Şəmkir w Azerbejdżanie, zm. 31 marca 2007 w Moskwie) – był radzieckim geologiem i odkrywcą pól naftowych na Zachodniej Syberii.

## Życiorys
Był narodowości azerskiej. W 1937 jego ojciec został aresztowany podczas wielkiego terroru. W 1947 skończył szkołę średnią, a w 1954 Azerbejdżański Instytut Industrialny ze specjalnością inżynier górniczy-geolog. Pracował w Baku, jednak zwrócił się w liście do Bajbakowa z prośbą o przeniesienie na Syberię i od 1955 pracował w obwodzie kemerowskim jako starszy geolog ekspedycji badaczy naftowych. W sierpniu 1957 udał się do Surgutu w celu badania ziemi pod kątem obecności ropy naftowej. W marcu 1961 przyczynił się do odkrycia złóż ropy w rejonie Miegionu, w 1962 został głównym geologiem Ust'-Bałykskiej Ekspedycji Naftowej i szefem Prawdinskiej Ekspedycji Naftowej. Od 1970 do 1978 pełnił funkcję głównego geologa i zastępcy szefa Tiumeńskiego Głównego Zarządu Produkcyjno-Geologicznego, a od 1978 do 1987 szefa przedsiębiorstwa Gławtiumeńgeologia, następnie przeniósł się do Moskwy, gdzie do 1991 zajmował stanowisko I wiceministra geologii ZSRR. Po rozpadzie ZSRR pracował na kierowniczych stanowiskach w rosyjskich przedsiębiorstwach naftowych. Otrzymał honorowe obywatelstwo Surguta, Chanty-Mansyjskiego Okręgu Autonomicznego, Jamalsko-Nienieckiego Okręgu Autonomicznego, stanu Teksas i miasta Jinzhou. Został pochowany na Cmentarzu Wagańkowskim.

## Odznaczenia i nagrody
- Medal Sierp i Młot Bohatera Pracy Socjalistycznej (4 lipca 1966)
- Order Lenina (4 lipca 1966)
- Order Rewolucji Październikowej (1983)
- Order Czerwonego Sztandaru Pracy (dwukrotnie, 1971 i 1978)
- Order Przyjaźni Narodów
- Nagroda Leninowska (13 kwietnia 1970)
- Złoty Medal Wystawy Osiągnięć Gospodarki Narodowej

## Upamiętnienie
- W 2019 roku ustanowiono Stypendium im. Farmana Sałmanova dla 2 studentów Azerbejdżańskiego Państwowego Uniwersytetu Ropy Naftowej i Przemysłu[2].